# Escola Superior Artística do Porto

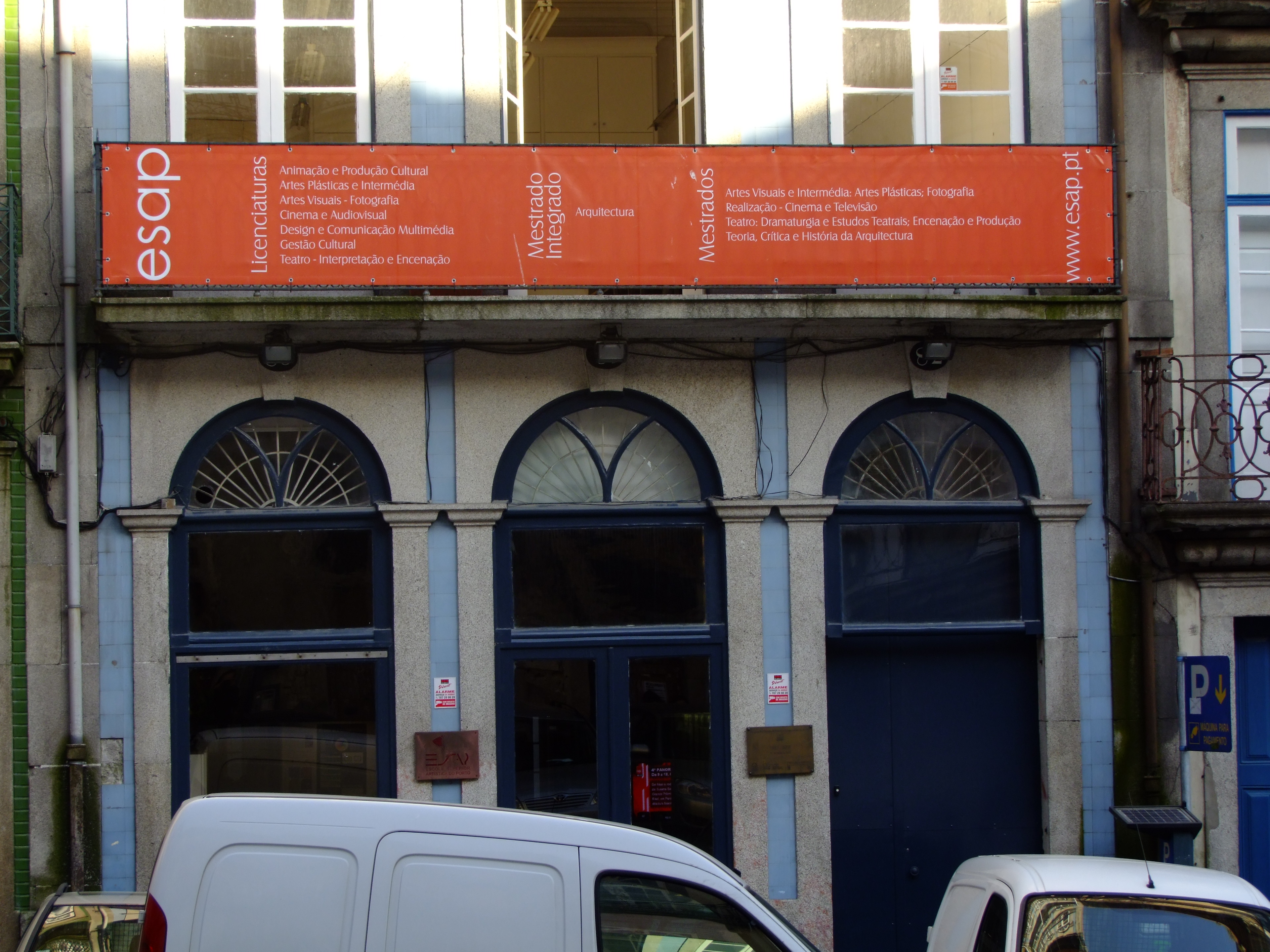
ESAP, antigo edifício no Largo de São Domingos,Porto

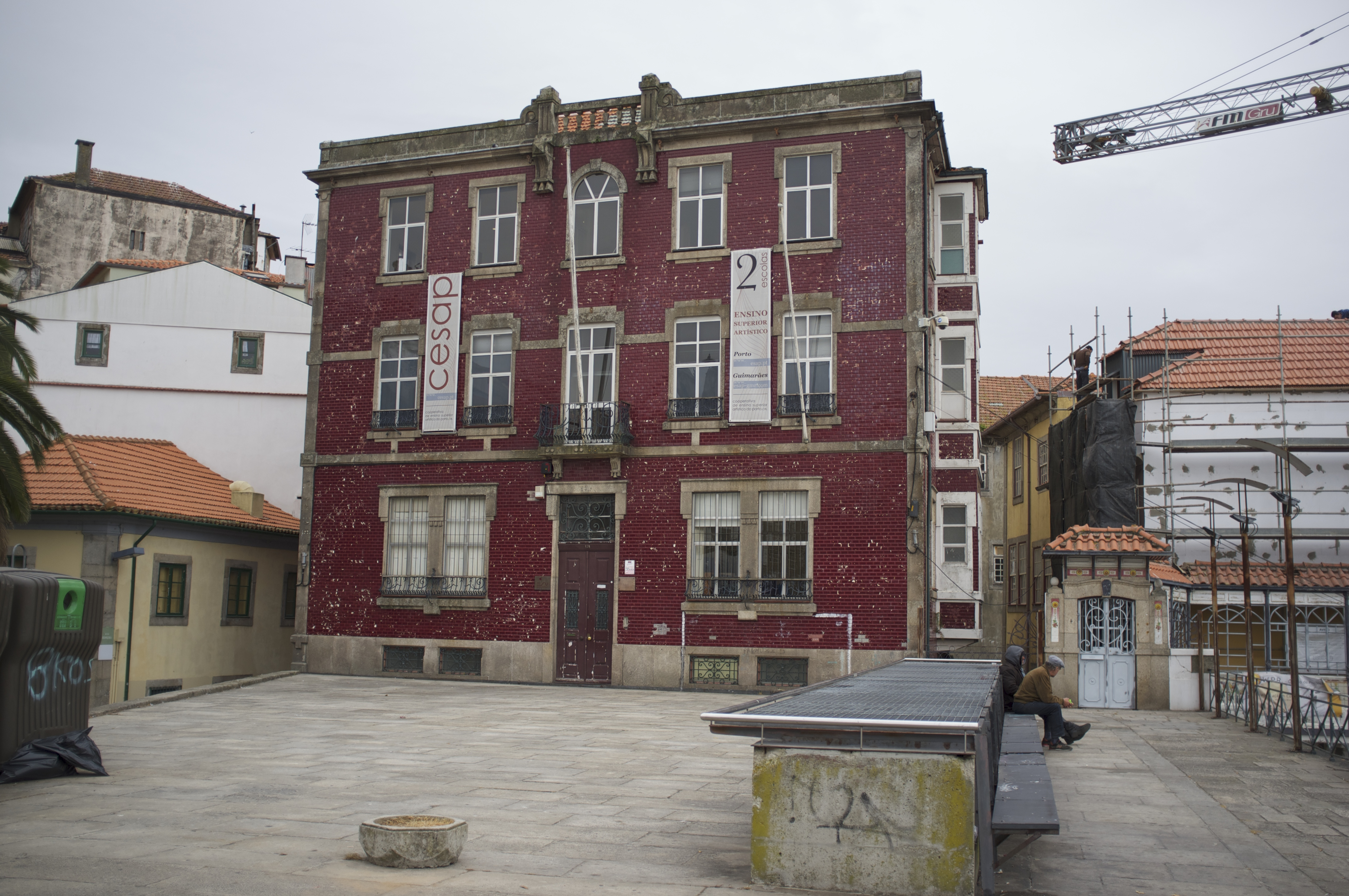
ESAP, antigo edifício na Ribeira do Porto

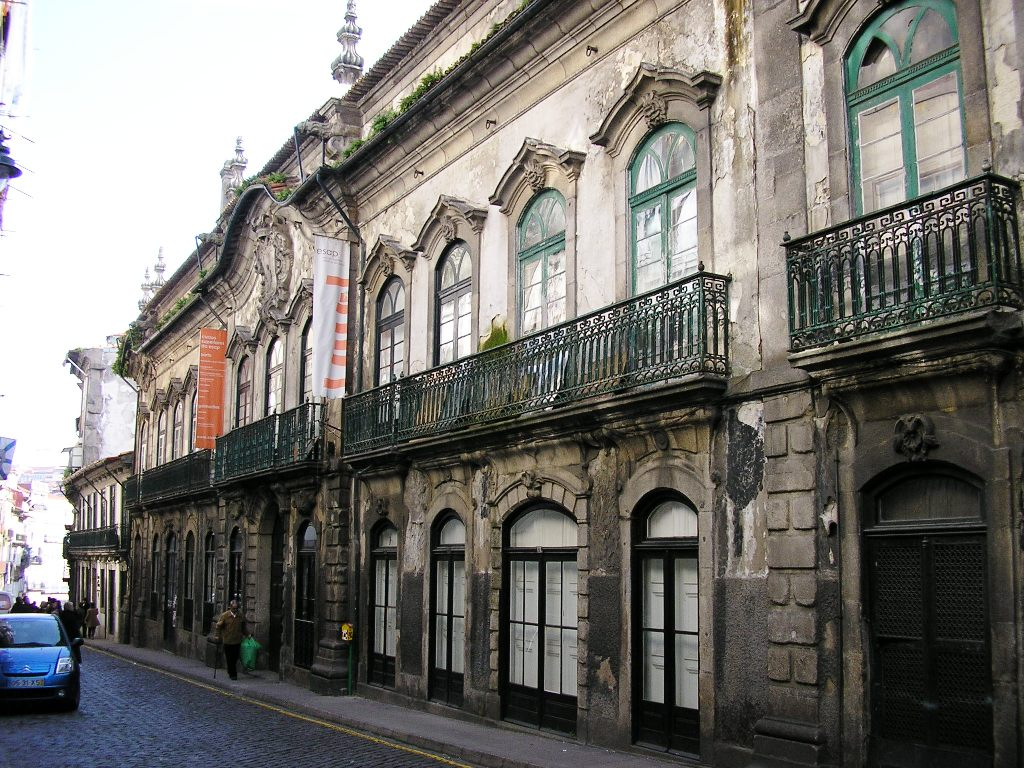
ESAP, antigo edifício na Rua de Belomonte

A Escola Superior Artística do Porto (ESAP) é um estabelecimento de ensino superior universitário privado no Porto. A ESAP tem como entidade proprietária a Cooperativa de Ensino Superior Artístico do Porto (CESAP), entidade de utilidade pública, sem fins lucrativos, constituída em Maio de 1982. É uma escola associada da UNESCO.